# Back on My B.S.
Back on My B.S. è l'ottavo album in studio del rapper Busta Rhymes, uscito il 19 marzo 2009.

## Il disco
L'album originariamente doveva chiamarsi Before Hell Freezes Over, ma il rapper lo cambiò più volte prima della scelta definitiva, chiamandolo successivamente Back on My Bullshit, poi I'm Blessed e Blessed fino ad arrivare al titolo definitivo di Back on My B.S..
Inizialmente era prevista la pubblicazione il 4 dicembre 2007, in seguito è stata rinviata al 17 giugno 2008, poi è stata programmata per il 1º luglio 2008. In un'intervista, Busta Rhymes aveva affermato che ha problemi con i campioni ed ha spinto il suo album ad una pubblicazione a metà-fine agosto, ma poi la data è slittata ulteriormente ed è uscito un anno dopo

## Curiosità
Dall'album è stato escluso We Made It, brano realizzato in collaborazione con il gruppo musicale rock alternativo Linkin Park e uscito come singolo il 27 aprile 2008.

## Tracce
1. Wheel of Fortune – 3:24
2. Give Em What They Askin for – 3:24
3. Respect My Conglomerate (feat. Lil Wayne & Jadakiss) – 3:34
4. Shoot for the Moon – 3:20
5. Hustler's Anthem '09 (feat. T-Pain) – 4:29
6. Kill Dem (feat. Pharrell & Tosh) – 3:48
7. Arab Money (feat. Ron Browz) – 2:45
8. I'm a Go and Get My... (feat. Mike Epps) – 4:54
9. We Want In (feat. Ron Browz, Flipmode Squad, Spliff Star & Show Money) – 3:11
10. We Miss You – 5:02
11. Sugar (feat. Jerry Roll) – 4:05
12. Don't Believe Em (feat. Akon & T.I.) – 3:49
13. Decision (feat. Jamie Foxx, Mary J. Blige, John Legend & Common) – 4:28
14. World Go Round (feat. Estelle) – 3:51

iTunes bonus track
1. If You Don't Know Now You Know (feat. Big Tigger) - 4:59
2. How You Really Want It (feat. Jesse West) - 4:57